# 法克尔湖畔芬肯施泰因
法克尔湖畔芬肯施泰因是奥地利克恩顿州菲拉赫兰县的一个市镇。总面积102.06平方公里，总人口8509人，人口密度83.4人/平方公里（2011年）。